# Guido Möllering
Guido Möllering (* 21. Januar 1972 in Ochtrup) ist ein deutscher Wirtschaftswissenschaftler mit Schwerpunkt Vertrauensforschung. Er ist Direktor des Reinhard-Mohn-Instituts für Unternehmensführung und ist Inhaber des Reinhard-Mohn-Stiftungslehrstuhls für Unternehmensführung an der Universität Witten/Herdecke.

## Leben
Nach dem Abitur in Ochtrup und Zivildienst auf der Burg Gemen bei Münster studierte Möllering im European Business Programme. Im Jahr 1996 erhielt er den Abschluss Bachelor of Arts von der University of Portsmouth (Großbritannien) und zugleich das Diplom als Betriebswirt von der Fachhochschule Münster. 1997 folgte ein Master of Philosophy in Management Studies an der University of Cambridge, wo er 2003 auch seinen Doktortitel erwarb.
2011 habilitierte sich Möllering nach Forschungsarbeiten am Max-Planck-Institut für Gesellschaftsforschung in Köln an der Freien Universität Berlin in Betriebswirtschaftslehre und erhielt die Lehrberechtigung, bevor er an der Jacobs University Bremen zum Professor für Organisation und Management ernannt wurde und dort den „EWE Chair of Economic Organisation and Trust“ übernahm. Im Juli 2016 wechselte er an die Universität Witten/Herdecke, wo er die Leitung des Reinhard-Mohn-Instituts für Unternehmensführung übernahm und den Studiengang „M.Sc. Strategy & Organization“ verantwortet.
Möllering befasst sich mit der Bedeutung von Vertrauen im Wirtschaftsgeschehen, sowohl innerhalb von Organisationen als auch zwischen Organisationen. Vertrauen bedeutet nach Möllering, „trotz Verwundbarkeit und Ungewissheit zu erwarten, dass andere ihre Freiräume kompetent und verantwortungsvoll nutzen.“ In seinem Buch Reason, Routine, Reflexivity arbeitete er in Anlehnung an Soziologen wie Georg Simmel und Anthony Giddens das Element des Glaubens als wesentlich für Vertrauen heraus und bezeichnet es als Leap of Faith, suspension oder Aufheben von Ungewissheit und Verwundbarkeit gegenüber anderen. Zugleich betont er die Prozesshaftigkeit von Vertrauen.
Mit Jörg Sydow entwickelte Möllering eine als „Produktion in Netzwerken“ bezeichnete, organisationstheoretisch fundierte Konzeption der unternehmensübergreifenden Wertschöpfung, die strategische, organisatorische und operative Aspekte der Produktion, Beschaffung und des Netzwerkmanagements verknüpft und sich in der heutigen Ausrichtung des Reinhard-Mohn-Instituts für Unternehmensführung widerspiegelt.
Weitere Forschungsfelder sind Internationales Management, Organisationale Felder und die Entstehung von Märkten.
Zusätzlich zu Lehr- und Forschungstätigkeit engagiert sich Möllering als Herausgeber (Editor-in-Chief) für das Journal of Trust Research und als Senior Editor und Book Review Editor von Organization Studies, dem Fachjournal der European Group for Organizational Studies. Er ist Mitherausgeber des Handbook of Research Methods on Trust setzt er sich für die Weiterentwicklung der Methoden der Vertrauensforschung ein.
Nach der der Finanzkrise 2008 warnte Möllering in verschiedenen Medien vor „Kontrollreflexen“ und vor Transparenzforderungen, die den Wiederaufbau von verlorenem Vertrauen und die nötige Akzeptanz von Ungewissheit erschwerten. Stattdessen propagierte freiwillige Signale der Verantwortungsbereitschaft. Möllerings Arbeiten finden auch jenseits der Wirtschaftswissenschaften Wirkung, beispielsweise in einer Publikation zur Seelsorge des Bistums Münster oder im Bereich Verbraucherschutz.
Das von Möllering geleitete Reinhard-Mohn-Institut ist seit 2018 Kooperationspartner des Wettbewerbs für Unternehmensverantwortung „Mein gutes Beispiel“ und er ist Mitglied der Jury.

## Ehrungen
- 2007 Carolyn Dexter Award der Academy of Management für den Konferenzbeitrag Wary Managers/Investors: Vulnerability, Control, Trust, and Distrust in Foreign Enterprises in China von Möllering und Lai Si Tsui-Auch.[16]
- 2009 Preis der Peregrinus-Stiftung von der Bayerischen Akademie der Wissenschaften für seine „interdisziplinären und internationalen, für Wirtschaft und Gesellschaft bedeutsamen Arbeiten auf dem Gebiet der Sozialwissenschaften“.[1][6][17]

## Veröffentlichungen (Auswahl)

### Bücher
- Jörg Sydow, Stephan Duschek, Guido Möllering und Markus Rometsch (2003) Kompetenzentwicklung in Netzwerken: Eine typologische Studie, Westdeutscher Verlag, Wiesbaden.
- Guido Möllering (2006) Trust: Reason, routine, reflexivity, Elsevier, Oxford.
- Fergus Lyon, Guido Möllering, Mark N. K. Saunders (Hrsg., 2015) Handbook of research methods on trust, 2. Aufl., Edward Elgar, Cheltenham.
- Jörg Sydow und Guido Möllering (2015) Produktion in Netzwerken: Make, Buy & Cooperate, 3. Aufl., Verlag Vahlen, München.

### Aufsätze (Auswahl)
- Guido Möllering (2001) The nature of trust: From Georg Simmel to a theory of expectation, interpretation and suspension, Sociology 35 (2) 403–420.
- John Child und G. Möllering (2003) Contextual confidence and active trust development in the Chinese business environment, Organization Science 14 (1) 69–80.
- Guido Möllering (2005) The trust/control duality: An integrative perspective on positive expectations of others, International Sociology 20 (3) 283–305.
- Guido Möllering (2009) Leaps and lapses of faith: Exploring the relationship between trust and deception in Brooke Harrington (Hrsg.) Deception: From ancient empires to internet dating, Stanford: Stanford University Press, S. 137–153.
- Guido Möllering (2010) Kartelle, Konsortien, Kooperationen und die Entstehung neuer Märkte, Zeitschrift für betriebswirtschaftliche Forschung 62 (7) 770–796.
- Lai Si Tsui-Auch und Guido Möllering (2010) Wary managers: Unfavorable environments, perceived vulnerability, and the development of trust in foreign enterprises in China, Journal of International Business Studies 41 (6) 1016–1034.
- Guido Möllering (2011) Umweltbeeinflussung durch Events? Institutionalisierungsarbeit und feldkonfigurierende Veranstaltungen in organisationalen Feldern, Zeitschrift für betriebswirtschaftliche Forschung 63 (5) 458–484.
- Jörg Sydow, Arnold Windeler, Cornelius Schubert, Guido Möllering (2012) Organizing R&D consortia for path creation and extension: The case of semiconductor manufacturing technologies, Organization Studies 33 (7) 907–936.
- Guido Möllering (2013) Process views of trusting and crises, in: Reinhard Bachmann und Aks Zaheer (Hrsg.) Handbook of Advances in Trust Research, Cheltenham: Edward Elgar, S. 285–305.
- Guido Möllering (2013) Vertrauen ist sowohl Substantiv als auch Verb: Prozesse der Vertrauensarbeit im Management, Zeitschrift Führung und Organisation (zfo) 82 (2) 84–88.
- Guido Möllering (2014) Trust, calculativeness, and relationships: A Special Issue 20 years after Williamson’s warning, Journal of Trust Research 4 (1) 1–21.
- Guido Möllering (2015) The practical wisdom of trust: An interview with Bart Nooteboom, Journal of Trust Research 5 (2) 170–183.
- Natalia Nikolova, Guido Möllering, und Markus Reihlen (2015) Trusting as a ‘Leap of Faith’: Trust-building Practices in Client–Consultant Relationships, Scandinavian Journal of Management 31 (2) 232–245.
- Guido Möllering und Gordon Müller-Seitz (2018) Direction, Not Destination: Institutional Work Practices in the Face of Field-level Uncertainty, European Management Journal 36 (1) 28-37.
- Guido Möllering und Jörg Sydow (2019) Trust trap? Self-reinforcing processes in the constitution of inter-organizational trust, in: Masamichi Sasaki (Hrsg.) Trust in Contemporary Society, Leiden: Brill, S. 141–160.